# 飞云镇 (瑞安市)
飞云镇是中华人民共和国浙江省温州市瑞安市已撤销的一个镇，位于瑞安市东南部、飞云江南岸。2011年撤镇设街道。

## 历史沿革
飞云镇的历史可以追溯到1949年。镇名来源于飞云江，镇政府原驻地码道村因曾是飞云江轮渡码头而得名。

### 行政区划变迁
1949年，设立吴桥乡。1961年，改为吴桥公社。1984年，复置为乡。1986年，改置为飞云镇。1992年，孙桥乡并入飞云镇。
2000年6月19日，根据浙江省政府批复（浙政发[2000]120号），撤销飞云镇、林洋镇、阁巷镇、云周乡建制，合并设立新的飞云镇。飞云镇辖72个行政村、5个居民区，镇政府驻码道村。
2011年，根据浙江省政府批复（浙政函[2011]154号），撤销飞云镇建制，设立飞云街道和南滨街道两个街道办事处。

## 地理
飞云镇地处飞云江下游南岸，与瑞安市区隔江相望，通过飞云江大桥相连。全镇总面积80.3平方公里，其中耕地面积5.4万亩。该地区属于滨江平原，地势平坦，水网密布，是典型的江南水乡地貌。

## 人口
根据2000年统计数据，飞云镇总人口96,639人，其中外来人口超过1万人。人口密度较高，是瑞安市人口较为集中的地区之一。

## 经济

### 农业
飞云镇是瑞安市主要的商品粮基地之一，每年向国家提供商品粮3,497吨。主要农作物包括：水稻、甘蔗、柑橘。

### 工业
飞云镇工业发达，主要工业门类包括：塑料编织、机械制造、服装加工、织袜业。

## 交通
飞云镇交通便利，是浙江、福建两省的重要交通要津：
- 水运：飞云江轮渡连接江河两岸
- 公路：飞云江大桥连接两岸，温分公路经过该镇。截至2005年，全镇公路里程达到39公里。
- 铁路：温福铁路经过该镇，瑞安站坐落在飞云镇境内